# East Spencer
East Spencer – miasto w Stanach Zjednoczonych, w stanie Karolina Północna, w hrabstwie Richmond.